# وايللا
وايللا هي مدينة، تتبع جنوب أستراليا، وCity of Whyalla ‏، وElectoral district of Giles ‏، وDivision of Grey ‏، بلغ عدد سكانها 3٬635  نسمة، في 2016، رمزها البريدي هو 5600.

## المناخ
يظهر الجدول التالي التغييرات المناخية على مدار السنة لوايللا:
| البيانات المناخية لـوايللا        | البيانات المناخية لـوايللا | البيانات المناخية لـوايللا | البيانات المناخية لـوايللا | البيانات المناخية لـوايللا | البيانات المناخية لـوايللا | البيانات المناخية لـوايللا | البيانات المناخية لـوايللا | البيانات المناخية لـوايللا | البيانات المناخية لـوايللا | البيانات المناخية لـوايللا | البيانات المناخية لـوايللا | البيانات المناخية لـوايللا | البيانات المناخية لـوايللا |
| الشهر                             | يناير                      | فبراير                     | مارس                       | أبريل                      | مايو                       | يونيو                      | يوليو                      | أغسطس                      | سبتمبر                     | أكتوبر                     | نوفمبر                     | ديسمبر                     | المعدل السنوي              |
| --------------------------------- | -------------------------- | -------------------------- | -------------------------- | -------------------------- | -------------------------- | -------------------------- | -------------------------- | -------------------------- | -------------------------- | -------------------------- | -------------------------- | -------------------------- | -------------------------- |
| الدرجة القصوى °م (°ف)             | 49.4 (120.9)               | 48.0 (118.4)               | 44.1 (111.4)               | 40.4 (104.7)               | 32.9 (91.2)                | 26.3 (79.3)                | 27.0 (80.6)                | 32.0 (89.6)                | 38.0 (100.4)               | 42.1 (107.8)               | 45.5 (113.9)               | 45.8 (114.4)               | 49.4 (120.9)               |
| متوسط درجة الحرارة الكبرى °م (°ف) | 30.2 (86.4)                | 29.6 (85.3)                | 27.3 (81.1)                | 23.8 (74.8)                | 20.6 (69.1)                | 17.2 (63.0)                | 17.0 (62.6)                | 18.5 (65.3)                | 21.7 (71.1)                | 24.1 (75.4)                | 26.7 (80.1)                | 28.3 (82.9)                | 23.8 (74.8)                |
| متوسط درجة الحرارة الصغرى °م (°ف) | 17.7 (63.9)                | 17.8 (64.0)                | 15.6 (60.1)                | 11.9 (53.4)                | 8.9 (48.0)                 | 6.1 (43.0)                 | 5.2 (41.4)                 | 5.9 (42.6)                 | 8.1 (46.6)                 | 10.7 (51.3)                | 14.0 (57.2)                | 15.9 (60.6)                | 11.5 (52.7)                |
| أدنى درجة حرارة °م (°ف)           | 5.9 (42.6)                 | 7.8 (46.0)                 | 5.5 (41.9)                 | 2.2 (36.0)                 | −0.4 (31.3)                | −3.2 (26.2)                | −3.2 (26.2)                | −2.0 (28.4)                | 0.0 (32.0)                 | 0.3 (32.5)                 | 3.9 (39.0)                 | 4.7 (40.5)                 | −3.2 (26.2)                |
| الهطول مم (إنش)                   | 17.5 (0.69)                | 23.7 (0.93)                | 19.2 (0.76)                | 21.8 (0.86)                | 23.7 (0.93)                | 28.5 (1.12)                | 23.0 (0.91)                | 21.5 (0.85)                | 26.3 (1.04)                | 22.3 (0.88)                | 21.8 (0.86)                | 24.3 (0.96)                | 267.4 (10.53)              |
| متوسط أيام هطول الأمطار           | 3.2                        | 3.2                        | 4.0                        | 4.9                        | 8.6                        | 10.8                       | 10.6                       | 9.9                        | 7.6                        | 6.5                        | 4.6                        | 4.8                        | 78.7                       |
| متوسط الرطوبة النسبية (%)         | 38                         | 40                         | 40                         | 44                         | 49                         | 54                         | 53                         | 48                         | 44                         | 41                         | 39                         | 41                         | 44                         |
| المصدر:                           |                            |                            |                            |                            |                            |                            |                            |                            |                            |                            |                            |                            |                            |

## أعلام
- شون لاك
- شون وليامز
- كارل فيرت
- إدوينا بارتولوميو
- ليفي غرينوود